# S-Fone
S-Fone là một công ty viễn thông - di động Việt Nam tồn tại từ năm 2003 đến năm 2016. S-Fone là nhà cung cấp dịch vụ di động công nghệ CDMA (Code Division Multiple Access - đa truy cập phân chia theo mã) đầu tiên của Việt Nam. S-Fone bắt đầu cung cấp dịch vụ từ ngày 01 tháng 07 năm 2003 và chấm dứt hoạt động vào năm 2016.

## Lịch sử
S-Fonelà thương hiệu của Trung tâm điện thoại di động CDMA S-Telecom. S-Telecom ra đời từ hợp đồng hợp tác kinh doanh (BCC) giữa 2 đối tác bao gồm SPT (đại diện phía Việt Nam) và SLD Telecom (là liên doanh giữa SK Telecom, LG Electronics và DongA Elecom - trong đó SK Telecom chiếm phần lớn vốn).
Theo công bố của bộ Thông tin và Truyền thông, năm 2008, S-fone có hơn 3,1 triệu thuê bao. S-Fone chưa chiếm được thị phần đáng kể so với các nhà cung cấp dịch vụ di động dùng công nghệ GSM như VinaPhone, MobiFone, Viettel... S-Fone là nhà mạng đầu tiên cung cấp 3G và các dịch vụ 3G tại Việt Nam.

### 2007 - 2009
Tháng 5/2007, các bên hợp doanh đã ra tuyên bố nâng tổng vốn đầu tư hạ tầng cho S-Fone lên 543 triệu USD.
Tháng 8/2009, SK Telecom thông báo chấm dứt hợp tác đầu tư vào S-Fone.
Ngày 20 Tháng 11 năm 2009, SK và SPT đã ký nguyên tắc chuyển đổi mô hình kinh doanh từ BCC sang Liên doanh và SPT sẽ cam kết đầu tư mạnh vào S-Fone từ năm 2010 với việc tăng thêm mật độ phủ sóng lên gấp đôi trong năm 2010, chuyển đổi từ công nghệ EVDO Rev0 lên EVDO RevA trên toàn quốc nhằm cung cấp các dịch vụ 3G và tăng tốc độ Download lên đến 3.8 Mbit/s.

### 2010: Khó khăn và bị cô lập
Đến năm 2010, tình hình kinh doanh viễn thông ngày càng khó khăn. S-fone bắt đầu phát triển chậm lại và đi xuống. Số lượng thuê bao rời mạng ngày càng nhiều, trong khi số lượng thuê bao hòa mạng mới là rất ít. S-Fone yếu dần do sức ép cạnh tranh dữ dội từ các nhà mạng khác và cũng do bị cô lập về thiết bị đầu cuối khiến S-fone không thể phát triển được, một phần cũng vì S-Fone là nhà cung cấp CDMA duy nhất sau khi HT Mobile và EVNTelecom lần lượt phải chuyển sang GSM (mạng Vietnamobile) và bán lại cho Viettel.

### 2011 - 2012: Chấm dứt hoạt động
Năm 2011, số lượng thuê bao của S-fone còn rất ít. Để tránh bị thua lỗ nặng, S-fone bắt đầu cắt các trạm BTS của mình trên toàn quốc. Vùng phủ sóng dần bị thu hẹp lại, chỉ còn ở các thành phố lớn và miền nam Việt Nam.
Tháng 7 năm 2012, S-fone đã ngừng hợp đồng với tất cả nhân viên. Tất cả các điểm giao dịch đều đóng cửa. Website chính thức của S-fone ngừng hoạt động. Các quảng cáo của S-fone cũng không còn xuất hiện trên các phương tiện truyền thông. S-fone gần như đã chấm dứt sự tồn tại của mình trên thị trường.

### 2016: Sự chấm dứt về mặt pháp lý
Tháng 10 năm 2016, giấy phép của S-fone chính thức hết hạn, cộng với sự thất bại trong việc xin gia hạn của lãnh đạo S-fone đã chính thức kết thúc 13 năm của nhà mạng CDMA duy nhất còn lại tại thị trường Việt Nam.

## Trong văn hóa đại chúng
Lẵng hoa tình yêu, phim truyền hình hài kịch tình huống của Việt Nam được phát sóng năm 2004, có một trong các bối cảnh chính của phim là văn phòng của một công ty điện thoại. Dù không được chính thức nhắc tới trong phim, nhưng logo của S-Fone xuất hiện ở văn phòng này, ngụ ý rằng đây là văn phòng của S-Fone.